# Репченко, Михаил Васильевич
Михаил Васильевич Репченко (1924—1981) — участник Великой Отечественной войны, сапёр 329-го армейского инженерного батальона 7-й гвардейской армии Степного фронта, красноармеец. Герой Советского Союза.

## Биография
Родился 1 мая 1924 года на хуторе Старопесчаный ныне Орловского района Ростовской области в крестьянской семье. Украинец.
Образование неполное среднее. Работал чабаном в Казахстане.
В Красной Армии с 1942 года. На фронте в Великую Отечественную войну с марта 1943 года. Член ВКП(б)/КПСС с 1944 года.
Сапёр инженерного батальона комсомолец красноармеец Михаил Репченко отличился при форсировании реки Днепр в районе села Бородаевка Верхнеднепровского района Днепропетровской области Украины: в составе группы сапёров он одним из первых 25 сентября 1943 года переплыл на лодке реку и произвёл разведку. Натолкнувшись на группу гитлеровцев, охранявшую лодки, отважный боец сумел отвлечь их на себя. В это время его товарищи угнали пять лодок. После захвата плацдарма мужественный боец вновь переправлял пехоту и вооружение.
Указом Президиума Верховного Совета СССР от 26 октября 1943 года  за образцовое выполнение боевых заданий командования на фронте борьбы с немецко-фашистским захватчиками и проявленные при этом мужество и героизм красноармейцу Репченко Михаилу Васильевичу присвоено звание Героя Советского Союза с вручением ордена Ленина и медали «Золотая Звезда» (№ 1346).
После войны Репченко демобилизован. В 1950-х годах работал крановщиком в порту Ванино. В последующие годы жил в городе Ростов-на-Дону. Работал в органах внутренних дел.
Умер 27 августа 1981 года, похоронен в Ростове-на-Дону.

## Награды
- Медаль «Золотая Звезда» Героя Советского Союза № 7994 (28.06.1945).[2]
- Орден Ленина (28.06.1945).[2]
- «В ознаменование 100-летия со дня рождения Владимира Ильича Ленина» (6 апреля 1970)
- «За победу над Германией в Великой Отечественной войне 1941—1945 гг.» (9.5.1945)
- «20 лет Победы в Великой Отечественной войне 1941—1945 гг.» (7 мая 1965[3])
- «30 лет Победы в Великой Отечественной войне 1941—1945 гг.»[4]
- «Ветеран труда»
- «30 лет Советской Армии и Флота»[5]
- «40 лет Вооружённых Сил СССР»[6]
- «50 лет Вооружённых Сил СССР» (26 декабря 1967[7])
- «60 лет Вооружённых Сил СССР» (28 января 1978[8])
- Знак «25 лет победы в Великой Отечественной войне» (1970)

## Память
- Имя Героя высечено золотыми буквами в зале Славы Центрального музея Великой Отечественной войны в Парке Победы города Москвы.
- На могиле героя на Северном кладбище в Ростове-на-Дону установлен надгробный памятник.